# XY性别决定系统

果蠅的性染色體

XY性別決定系統是一種普遍存在的性別決定系統，被使用于多數哺乳類 （包括人類 ）、部分昆蟲（果蠅屬）、部分的蛇、部分的鱼（孔雀鱼）、部分植物（銀杏樹）。在此系統中，個體的性別是由一對性染色體決定的。 在多數情況下，雌性生物擁有兩個相同的性染色體（XX），被稱為「同染色體性別」。雄性生物擁有兩個不同的性染色體（XY），被稱為「異染色體性別」。
在人類中，Y染色體的存在負責觸發男性發育； 在沒有Y染色體的情況下，胎兒會發育成女性。有各種例外，例如患有克氏综合征(Klinefelter syndrome)（具有 XXY 染色體）、XY性腺發育不全(斯威爾综合徵, Swyer syndrome)（具有 XY 染色體的女性）、和 XX雄性综合徵（具有 XX 染色體的男性）的個體，但這些例外很少見。 在某些情況下，一個看似正常的女性擁有陰道、子宮頸和卵巢，卻擁有 XY 染色體，但SRY基因已被關閉。  在大多數具有 XY性別決定的物種中，生物體必須至少有一條X染色體才能生存。
XY系統在幾個方面與鳥類、一些昆蟲、許多爬行動物和各種其他動物中發現的ZW性別決定系統形成對比，其中異配性別是雌性。幾十年來，人們一直認為所有蛇類的性別都由ZW性別決定系統決定，但觀察到蚺科和蟒科物種的遺傳學產生了意想不到的影響； 例如，孤雌生殖只產生雌性而不是雄性，這與ZW系統中的預期相反。 在21世紀初期，此類觀察促使研究表明，迄今為止調查的所有蟒蛇和蟒蛇肯定具有性別決定的XY系統。
在一些爬行動物和魚類中發現了依賴於溫度的溫度-性別決定系統。

## 機制
所有動物都有一組 DNA 編碼，用於編碼染色體上的基因。 在人類、大多數哺乳動物和其他一些物種中，兩條染色體（稱為X染色體和Y染色體）編碼性別。在這些物種中，一個或多個基因存在於決定雄性的Y染色體上。 在這個過程中，X 染色體和 Y 染色體決定後代的性別，這通常是由於位於 Y 染色體上編碼雄性的基因。 後代有兩條性染色體：帶有兩條X染色體的後代會發育出雌性特徵，而帶有X和Y染色體的後代會發育出雄性特徵。

### 哺乳動物
在大多數哺乳動物中，性別由 Y 染色體的存在決定。 這使得具有 XXY 和 XYY 核型的個體成為雄性，而具有 X 和 XXX 核型的個體成為雌性。 
在1930年代，阿爾弗雷德·約斯特 (Alfred Jost) 確定雄性兔子的沃爾夫管(Mesonephric duct)發育需要睾酮的存在。
SRY基因是獸亞綱（胎盤哺乳動物和有袋動物）Y染色體上的性別決定基因。  非人類哺乳動物使用Y染色體上的幾個基因。
並非所有雄性特異性基因都位於Y染色體上。 鴨嘴獸是一種单孔目動物，使用5對不同的XY染色體和6組雄性相關基因，AMH是總開關。

### 其他動物
一些海龜物種已經趨同地進化出XY性別決定係統，特別是在蛇頸龜科和麝香龜亞科(Staurotypinae) 中。 
其他物種（包括大多數果蠅屬物種）使用兩條 X 染色體的存在來確定雌性：一條 X 染色體給出推定的雄性，但正常雄性發育需要 Y 染色體基因的存在。 在果蠅中，具有 XY 的個體為雄性，具有 XX 的個體為雌性； 但是，具有 XXY 或 XXX 的人也可以是女性，而具有 X 的人也可以是男性。

### 植物
極少數雌雄異株的被子植物具有 XY 性別決定， 例如白花蝇子草 (Silene latifolia)。 在這些物種中，性別決定類似於哺乳動物，其中雄性是 XY，雌性是 XX。